# Comunità montana del Lario Orientale
La comunità Montana del Lario Orientale era una comunità montana della Lombardia, nata nel 1970 e con sede in via Vasena 4 a Sala al Barro, frazione di Galbiate in provincia di Lecco.
Con Legge Regionale della Lombardia n. 19 del 27 giugno 2008 la comunità Montana del Lario Orientale è stata fusa con la Comunità montana della Valle San Martino per costituire la nuova Comunità montana Lario Orientale - Valle San Martino. 
La comunità Montana del Lario Orientale era composta da diciassette comuni molto diversi per caratteristiche geografiche. Alcuni comuni erano rivieraschi, affacciati sui laghi, altri collinari e montani, tutti caratterizzati da notevoli dislivelli altimetrici.

## Ramo di Lecco
- Abbadia Lariana
- Lierna,
- Malgrate,
- Mandello del Lario,
- Oliveto Lario.

## Lago di Garlate
- Garlate,
- Pescate,
- Olginate,
- Valgreghentino.

## Montagna di Lecco
- Ballabio.

## Valle Magrera
- Civate,
- Valmadrera.

## Brianza
- Colle Brianza
- Cesana Brianza,
- Ello,
- Galbiate,
- Suello.

## Settori d'attività
- Agricoltura;
- Forestazione e difesa del suolo;
- Gestione servizio volontari antincendio;
- Progetti sovracomunali;
- Turismo;
- Tutele e valorizzazione delle risorse naturali e degli itinerari escursionistici.
- Valorizzazione dei prodotti tipici locali.

## Simboli
All'ente erano stati concessi stemma e gonfalone con D.P.R. del 26 giugno 2008.
Il gonfalone era un drappo di bianco.